# 15495 Боґі
15495 Боґі (15495 Bogie) — астероїд головного поясу, відкритий 17 лютого 1999 року.
Тіссеранів параметр щодо Юпітера — 3,325.